# Wolfgang Feiersinger
Wolfgang Feiersinger (født 30. januar 1965 i Saalfelden, Østrig) er en østrigsk tidligere fodboldspiller, der spillede som forsvarsspiller. Han var igennem sin karriere tilknyttet Austria Salzburg, Borussia Dortmund og LASK Linz. Med Dortmund var han i 1997 med til at vinde Champions League. For Østrigs landshold spillede han 46 kampe, og deltog ved VM i 1998.